# 氢键有机框架材料
氢键有机框架材料（HOFs）是一类高分子化合物，由小分子单元通过氢键、π-π相互作用等非共价相互作用连接而成，其特点包括高比表面积、低密度、多孔性等。它在气体储存、质子传导、发光、非均相催化、生物等领域有着潜在应用。
它和金属相结合的材料是已知的。